# Ashford & Simpson
Ashford & Simpson — американський дует. До складу дуету ввійшли: Ніколас Ешфорд (Nicholas Ashford, 4 травня 1943, Фейрфілд, США — 22 серпня 2011) — вокал та Валері Сімпсон (Valerie Simpson, 26 серпня 1948Нью-Йорк, США) — вокал, клавішні.

## Історія
Валері та Нік познайомилися ще у церковному хорі «White Rock Baptist Church» Гарлема, а 1963 року утворили дует Valerie & Nick. Однак їх перші записи не мали успіху. Після знайомства з Джо «Джоші» Армстедом дует уклав угоду з фірмою «Scepter/Wand» і почав постачати пісні таким виконавцям, як Ронні Мілсеп, Мексін Броун, Чак Джексон та The Shirelles. 1966 року їх твір «Let's Go Get Stoned» в інтерпретації Рея Чарльза злетів на вершину американського ритм-енд-блюзового чарту. Успіх цієї пісні спонукав керівництво фірми «Motown» скооперувати дует з працюючим на «Motown» авторським тріо Холланд-Дозір-Холланд. На новій фірмі Ешфорд та Сімпсон заблищали як автори хітами «Ain't No Mountain High Enough», «You've All I Need To Get Bye» та «Reach Out & Touch Somebody's Hand». Сімпсон також дублювала Теммі Террел у дуеті з Марвіном Геєм, коли стан здоров'я Террел не дозволяв записуватись у студії.
1971 року Сімпсон дебютувала як солістка, однак через два роки поновила співпрацю з Ешфордом і дует Ashford & Simpson уклав угоду з «Warner Brothers». Через рік вони одружилися. Критики прихильно поставилися до їх сентиментальних записів, але популярність дуету не вийшла за межі кола прихильників музики соул. Проте під кінець 1970-х Eshford & Simpson вдалось привернути до себе увагу масового слухача такими синглами, як «It Seems To Hand On» (1978) та «Found A Cure» (1979). Їх реноме було підкріплене участю у записах альбомів Дайани Росс («The Boss») та Гледіс Найт («The Touch»). 1984 року їх сингл «Solid» став міжнародним хітом, а 1985 року пісні авторства Ніка та Валері у виконанні зірок «Motown» з'явилися на альбомі «The Greatest Songs Written By Ashford & Simpson».

## Дискографія
- 1973: Gimme Something Real
- 1974: I Wanna Be Selfish
- 1976: Come As You Are
- 1977: Keep It Comin'
- 1977: So So Satisfied
- 1977: Send It
- 1978: Is It Still Good To You?
- 1979: Stay Free
- 1980: A Musical Affair
- 1981: Performance
- 1982: Street Opera
- 1983: High Rise
- 1984: Solid
- 1986: Real Love
- 1989: Love Or Physical
- 1990: Just Like The First Time
- 1990: Ain't No Mountain High Enough.

### Валері Сімпсон
- 1971: Exposed
- 1972: Valerie Simpson
- 1990: Greatest Songs